# Sparkasse Leipzig
Die Stadt- und Kreissparkasse Leipzig ist die zweitgrößte Sparkasse in Mitteldeutschland. Sie hat ihren Sitz in der sächsischen Messemetropole Leipzig.

## Organisationsstruktur
Die Stadt- und Kreissparkasse Leipzig ist eine mündelsichere Anstalt des öffentlichen Rechts. Träger sind die Stadt Leipzig, der Landkreis Nordsachsen und der Landkreis Leipzig. Die Sparkasse ist Mitglied des Ostdeutschen Sparkassenverbandes. Rechtsgrundlagen des Kreditinstitutes sind das Sparkassengesetz des Freistaats Sachsen und die Satzung der Sparkasse.
Organe der Sparkasse sind der Verwaltungsrat und der Vorstand. Vorsitzender des Verwaltungsrates ist der Leipziger Oberbürgermeister Burkhard Jung. Vorstandsvorsitzender ist Harald Langenfeld. Die Mitglieder des Vorstandes sind Olaf Klose (Privat- und S-Firmenkunden und Treasury) und Andreas Nüdling (Finanzen/Risikocontrolling & Betrieb).

## Geschäftsausrichtung und Geschäftserfolg
Die Stadt- und Kreissparkasse Leipzig ist nach der Ostsächsischen Sparkasse Dresden und der Mittelbrandenburgischen Sparkasse die drittgrößte Sparkasse in den ostdeutschen Bundesländern.
Sie ist Marktführer im Privatkundenbereich sowie im Firmen- und Geschäftskundenbereich ihres Geschäftsgebiets und arbeitet im Verbundgeschäft mit der Landesbank Baden-Württemberg, der Landesbausparkasse NordOst, der Sparkassen-Versicherung Sachsen und der DekaBank zusammen.
Die Sparkasse Leipzig wies im Geschäftsjahr 2023 eine Bilanzsumme von 11,704 Mrd. Euro aus und verfügte über Kundeneinlagen von 10,163 Mrd. Euro. Gemäß der Sparkassenrangliste 2023 liegt sie nach Bilanzsumme auf Rang 23. Sie unterhält 99 Filialen/Selbstbedienungsstandorte und beschäftigt 1.419 Mitarbeiter.

## Geschäftsgebiet
Das Geschäftsgebiet umfasst mit der Stadt Leipzig, dem Landkreis Nordsachsen und dem Altlandkreis Leipziger Land eine Größe von rund 3.085 km².

## Geschichte

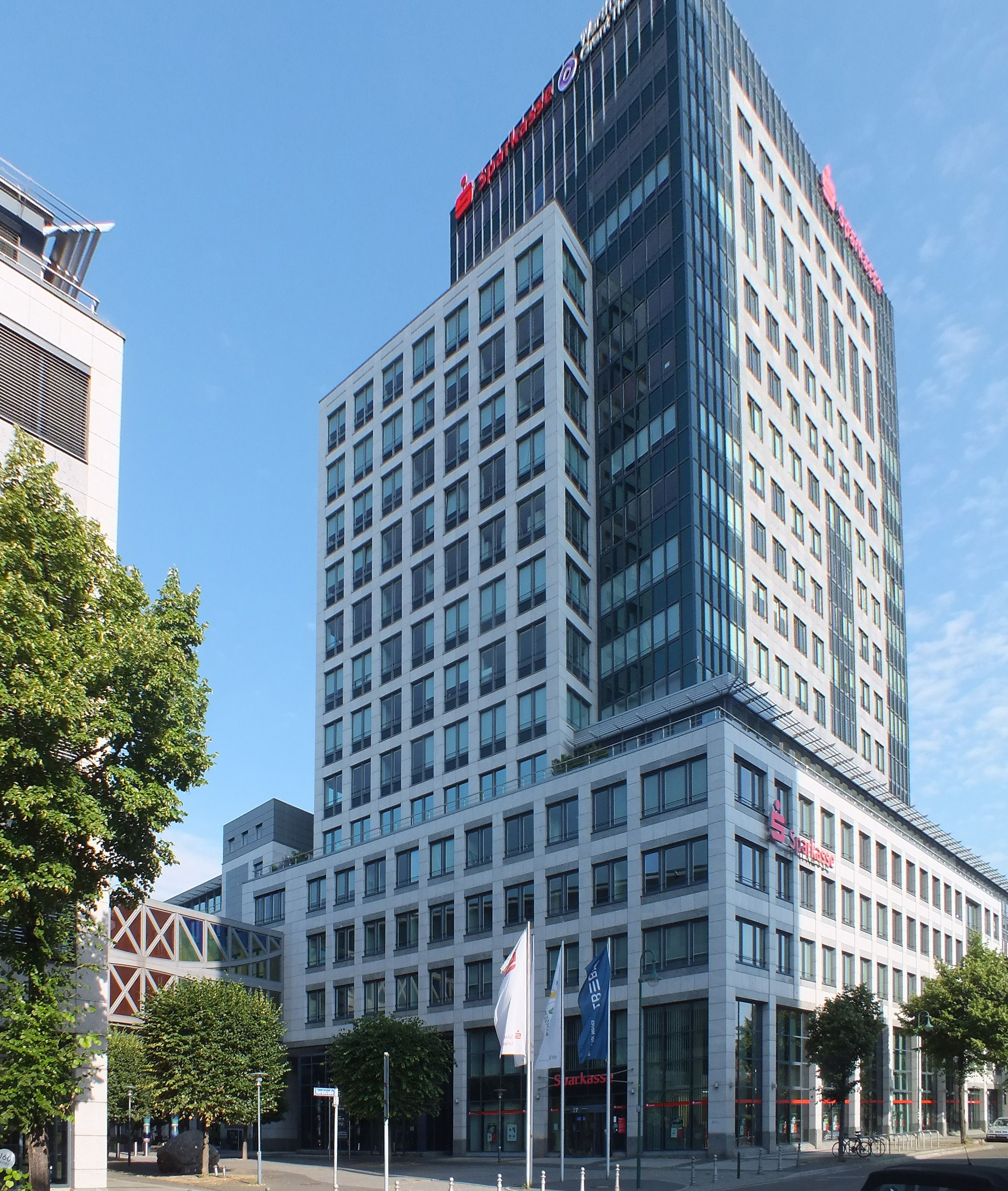
Löhrs Carré – Hauptsitz der Sparkasse Leipzig

1826 öffnete die Sparkasse unweit des heutigen Hauptstellensitzes Löhrs Carré ihre Räumlichkeiten in der Neuen Waage dem Leipziger Publikum. Einflussreiche Bürger der Stadt hatten die Gründung eines Instituts angeregt, welches die zinsbringende und sichere Anlage von Geldern ermöglichen sollte.
2004 wurde die Kreissparkasse Torgau-Oschatz mit Sitz in Torgau, 2005 die Sparkasse Delitzsch-Eilenburg mit Sitz in Delitzsch übernommen. Diese beiden Vorgängerinstitute entstanden jeweils 1952 im Rahmen der Reorganisation der Sparkassen in der DDR.

## Gesellschaftliches Engagement
Als öffentlich-rechtliches Institut engagiert sich die Sparkasse Leipzig in ihrem Geschäftsgebiet. Neben den Stiftungen besitzt sie ein Sparkassenmuseum sowie eine Kunsthalle, die Einblicke in ihre Sammlung von Werken der sogenannten „Neuen Leipziger Schule“ gewährt. Zudem tritt das Kreditinstitut als Partner von Vereinen und Institutionen auf und beweist so seine Unterstützung für das Gemeinwohl.

## Stiftungen

### Medienstiftung der Sparkasse Leipzig
Stiftungszweck: Im Mittelpunkt der Arbeit der Medienstiftung der Sparkasse Leipzig steht die Förderung der Aus- und Fortbildung junger Menschen im Bereich der Medien. Dazu gehören die Vergabe von Leistungsstipendien, zum Beispiel im Rahmen des Leipziger Medienpreises, gezielte Projektförderungen und die Organisation von Veranstaltungen zur politischen Bildung, etwa zum Gedenken an den Herbst 1989 in Leipzig.

### Kultur- und Umweltstiftung Leipziger Land der Sparkasse Leipzig
Stiftungszweck: Aus Anlass ihres 175-jährigen Firmenjubiläums im Jahr 2001 beschloss die Sparkasse Leipzig die Gründung der Kultur- und Umweltstiftung Leipziger Land. Die Arbeit der Stiftung wurde im Oktober 2001 im Rahmen eines Festaktes der Öffentlichkeit vorgestellt. Die Stiftung will die Heimatpflege und Heimatkunde im ehemaligen Landkreis Leipziger Land, den Naturschutz und die Landschaftspflege, den Umweltschutz und die Aus- und Fortbildung junger Menschen aus dieser Region unterstützen. Aber auch die Förderung kultureller Belange von der Literatur über darstellende und bildende Kunst bis hin zur Denkmalpflege gehören zu den Aufgaben der Stiftung.

### Sparkassenstiftung für die Region Torgau-Oschatz
Zweck der Stiftung ist die Förderung der Kultur und der Denkmalpflege im Gebiet des Altlandkreises Torgau-Oschatz aus den Erträgen des Stiftungsvermögens. Der Stiftungszweck wird insbesondere verwirklicht durch die Förderung der Musik, der Literatur, der darstellenden und bildenden Kunst und ihrer Einrichtungen. Zudem engagiert sich die Stiftung durch den Erwerb und die Verwaltung von Kunstwerken, Kunstgegenständen einschließlich der Durchführung von Ausstellungen sowie von kulturellen Veranstaltungen wie Konzerten und Kunstausstellungen. Auch die zweckgebundene Vergabe von Mitteln an steuerbegünstigte Körperschaften oder Körperschaften des öffentlichen Rechts zum Erwerb von Kunstwerken und Kunstgegenständen gehört zu den Aufgaben der Stiftung. Weiterhin umfasst ihr Spektrum die Stiftung von Kunstpreisen und die Förderung der Denkmalpflege gemäß dem Gesetz zum Schutz und Pflege von Denkmälern im ehemaligen Landkreis Torgau-Oschatz. Dies geschieht über die Bereitstellung zweckgebundener Mittel zur Erhaltung und Wiederherstellung von Denkmälern.

### Kunsthalle der Sparkasse Leipzig

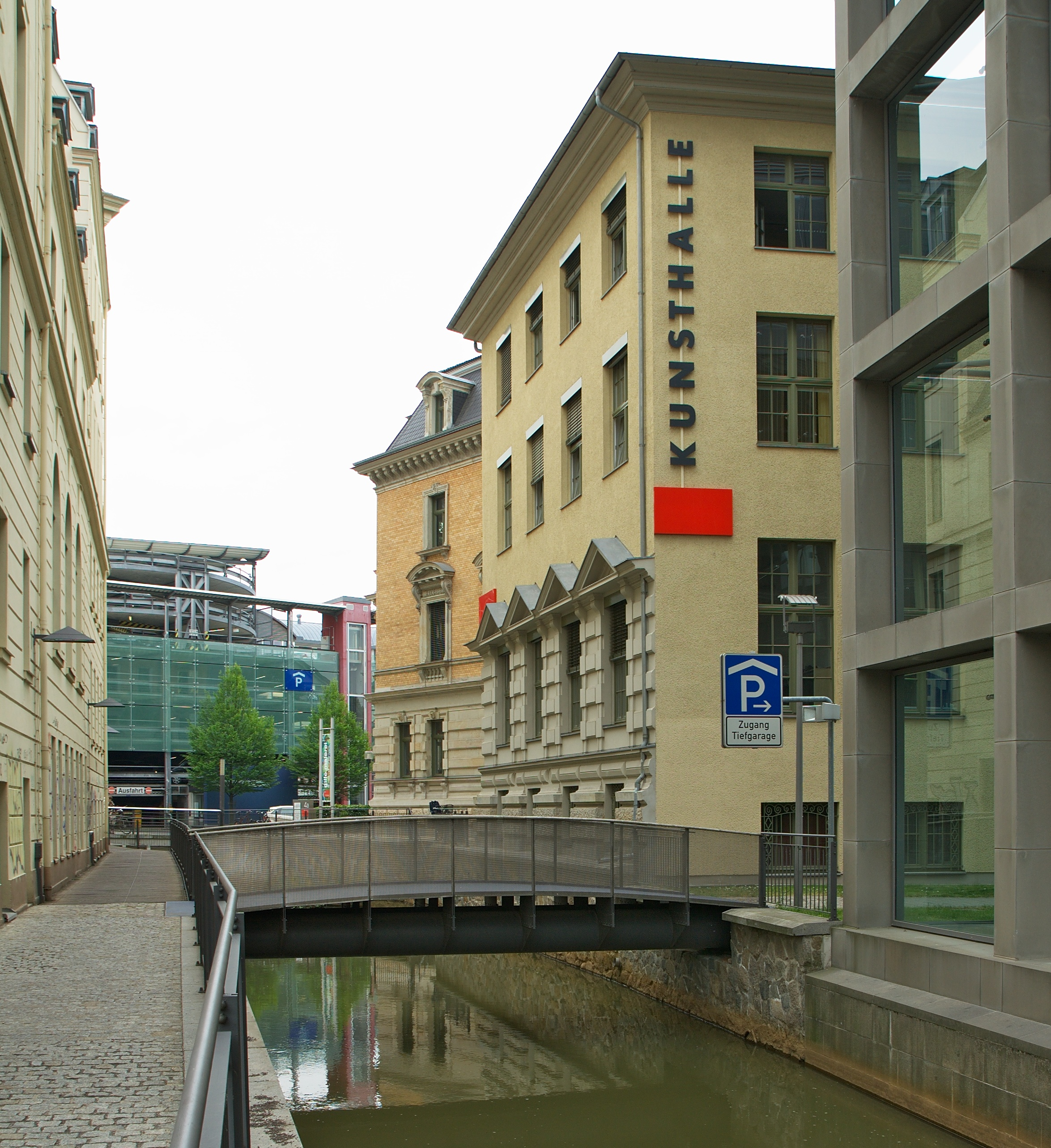
Kunsthalle der Sparkasse Leipzig, 2011

Die Kunsthalle befindet sich an einem der ältesten Sparkassenstandorte in Leipzig. 1914 durch die Sparkasse erworben, war das Gebäude über den Zweiten Weltkrieg hinaus deren Hauptstelle bis zu seiner Enteignung 1950. Seit 1994 wieder im Besitz der Sparkasse, wurde das Haus aufwändig saniert und 2001 eröffnet. Die Kunsthalle hat ihre 352 m2 große Ausstellungsfläche im Anbau von 1924, direkt am Ufer des Pleißemühlgrabens. Sie zeigt Werke aus der Sammlung der Sparkasse Leipzig. Mit rund 3000 Exponaten von 150 Künstlern, die in und um Leipzig leben und arbeiten, ist sie die größte Sammlung „Leipziger Schule“.

### Sparkassenmuseum Leipzig
Die Dauerausstellung des Sparkassenmuseums führt in fünf Kapiteln durch die Leipziger Sparkassengeschichte – von der ersten Initiative der Leipziger Sparkassengründer bis hin zum Finanzdienstleister der Gegenwart. Den Hintergrund bilden soziale, wirtschaftliche und politische Entwicklungen des 19. und 20. Jahrhunderts.
Den Besucher erwartet das erste Hauptbuch der Sparkasse Leipzig (1826–1838), einen der ersten Panzergeldschränke aus der Mitte des 19. Jahrhunderts, Sparkassenbücher und Währungen aus verschiedenen Zeitepochen, Büromaschinen und -geräte aus dem letzten Jahrhundert, historische Sparwerbung und vieles mehr.